# Thập niên 1560
Thập niên 1560 là thập niên diễn ra từ năm 1560 đến 1569.